# 豊郷夢民村ユースホステル
豊郷夢民村ユースホステル（とよさとむうみんむらユースホステル）は、かつて日本ユースホステル協会に加盟していた北海道日高町のユースホステル。
牧場地帯の中に位置していた。オーナー自らの手造り2階建てのログハウスで、乗用の馬が飼われていた。2020年1月31日にユースホステルとしては閉館した。その後は「民宿 夢民村」・「民泊 夢民村」と名称を変えて営業している。

## 休館
- 11月1日 - 3月31日

## アクセス
- 旧・JR日高本線豊郷駅より徒歩40分（送迎あり、要電話）